# جيم كارلتون
جيم كارلتون (بالإنجليزية: Jim Carlton)‏ هو سياسي أسترالي، ولد في 13 مايو 1935 في سيدني في أستراليا، وتوفي في 24 ديسمبر 2015 في ملبورن في أستراليا. حزبياً، نشط في الحزب الليبرالي الأسترالي. وقد انتخب وزير الصحة ‏ (7 مايو 1982 – 11 مارس 1983) وانتخب عضو مجلس النواب الأسترالي عن دائرة Division of Mackellar ‏ (10 ديسمبر 1977 – 14 يناير 1994).